# Denys Ustymenko
Denys Ustymenko est un footballeur ukrainien né le 12 février 1999 à Derhatchi. Il joue au poste d'attaquant au FK Mynaï en prêt de Kryvbass Kryvy Rih.

## Biographie

### En club
Il joue son premier match avec le FK Oleksandriïa le 27 octobre 2018, contre le Zorya Louhansk.

### En sélection
Avec les moins de 20 ans, il inscrit un but et délivre une passe décisive lors d'un match amical contre l'Uruguay en mars 2019. Il dispute ensuite quelques semaines plus tard la Coupe du monde des moins de 20 ans organisée en Pologne. Lors du mondial junior, il joue trois matchs. Les Ukrainiens sont sacrés champions du monde en battant la Corée du Sud en finale.

## Statistiques
| Saison                | Club                  | Championnat           | Championnat | Championnat | Coupe(s) nationale(s) | Coupe(s) nationale(s) | Compétition(s) continentale(s) | Compétition(s) continentale(s) | Compétition(s) continentale(s) | Total | Total |
| Saison                | Club                  | Division              | M.          | B.          | M.                    | B.                    | Comp.                          | M.                             | B.                             | M.    | B.    |
| 2018-2019             | FK Oleksandria        | D1                    | 2           | 0           | 1                     | 0                     | -                              | -                              | -                              | 3     | 0     |
| 2019-2020             | FK Oleksandria        | D1                    | -           | -           | -                     | -                     | -                              | -                              | -                              | 0     | 0     |
| Total sur la carrière | Total sur la carrière | Total sur la carrière | 2           | 0           | 1                     | 0                     | -                              | -                              | -                              | 3     | 0     |

## Palmarès
- Vainqueur de la Coupe du monde des moins de 20 ans en 2019 avec l'équipe d'Ukraine des moins de 20 ans